# Imed Bouzazi
Imed Bouzazi (* 24. Februar 1992) ist ein französischer Fußballspieler.

## Karriere
Bouzazi stand als Jugendspieler des FC Istres im Dezember 2011 erstmals im Profikader, kam aber nicht zum Einsatz. Sein Zweitligadebüt gelang ihm, als er am 9. März 2012 beim 2:1 gegen den FC Nantes in der 89. Minute eingewechselt wurde. Obwohl er zwei weitere Spiele für die erste Mannschaft bestritt, wurde sein Vertrag im Sommer 2012 nicht verlängert und Bouzazi unterschrieb stattdessen beim Viertligisten Avenir Sportif Béziers. Allerdings lief er lediglich sporadisch für das Team auf, entschied sich bereits im Januar 2013 für einen weiteren Wechsel und unterschrieb beim ebenfalls viertklassigen FC Martigues. Dort konnte er sich jedoch nicht etablieren und spielte daher häufig für die Reserve, während er im Viertligateam nur selten aufgeboten wurde. 2017 folgte dann der Wechsel zum damaligen Siebtligisten ES Fosséenne.